# Mats Kolmisoppi

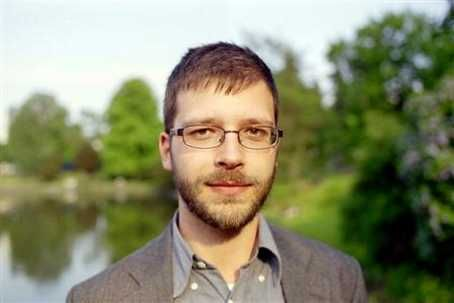
Mats Kolmisoppi (2005)

Mats Kolmisoppi (* März 1976 in Uddevalla) ist ein schwedischer Schriftsteller.
Er debütierte 2001 mit der Novellensammlung Jag menar nu, die ihm unter anderem eine Nominierung für den Debütpreis der Zeitung Borås Tidning einbrachte. Im Jahre 2005, nach Erscheinen des ersten Romanes Ryttlarna, erhielt er den renommierten Literaturpreis der Tageszeitung Aftonbladet.
Es folgten die Romane Bryssel und Undantagen.
Kolmisoppis Texte sind stets recht knapp und erzählen in klarer, nüchterner Sprache kurze, nicht selten rätselhafte Episoden.
Kolmisoppi hat Schriftstellerkurse an verschiedenen Einrichtungen geleitet.
Mats Kolmisoppi ist der Bruder von Peter Sunde.

## Bibliografie
- Jag menar nu, Novellensammlung, 2001
- Ryttlarna, Roman, 2005
- Bryssel, Roman, 2008
- Undantagen, Roman, 2012

## Preise und Auszeichnungen
- Nominiert für den Debutandenpreis der Zeitung Borås Tidning, 2001
- Literaturpreis der Tageszeitung Aftonbladet, 2005
- Stipendium des Albert Bonniers Stipendienfond 2006